# FLY (Ms.OOJAの曲)
「Fly」（ふらい）は、Ms.OOJAの楽曲。2021年3月16日にUniversal Sigmaから配信限定シングルとしてリリースされた。

## 概要
「Fly」はMs.OOJAにとって通算5曲目の配信限定シングル。
2021年2月16日でメジャーデビュー10周年を迎えたMs.OOJAは、2021年3月から7ヶ月連続で毎月16日にデジタル配信シングルをリリースすることを発表した。その第1弾となる楽曲が「Fly」。
楽曲は2019年夏に札幌市の芸森スタジオで制作開始され、およそ1週間をかけて完成させた。
ジャケット写真は前作「はじまりの時」同様、日本武道館で撮影されたものが使用された。
ミュージックビデオはギリシャのアテネ出身のヴィジュアルクリエイターCravesによって手がけられた

## 収録曲
| 全編曲: Ryosuke"Dr.R"Sakai。 |           |                                       |                                       |      |
| #                            | タイトル  | 作詞                                  | 作曲                                  | 時間 |
| 1.                           | 「Fly」   | Ms.OOJA/Rung Hyang/Ryosuke"Dr.R"Sakai | Ms.OOJA/Rung Hyang/Ryosuke"Dr.R"Sakai | 3:36 |
| 合計時間:                    | 合計時間: | 合計時間:                             | 合計時間:                             | 3:36 |

## ミュージックビデオ
| 曲名 | ミュージックビデオ        |
| ---- | ------------------------- |
| Fly  | Ms.OOJA 「Fly」 - YouTube |

## 収録アルバム
| # | 楽曲 | アルバム      | アルバム |
| # | 楽曲 | 発売年月日    | タイトル |
| - | ---- | ------------- | -------- |
| 1 | Fly  | 2021年10月6日 | Present  |